# سیپی (چوکو)
سیپی (انگلیسی: Sipí) نام یک منطقه مسکونی در کلمبیا است.